# جيمي لي أودونيل
جيمي لي أودونيل (بالإنجليزية: Jamie-Lee O'Donnell)‏ (مواليد 4 مارس 1987) هي ممثلة إيرلندية شمالية من ديري.

## حياتها المبكرة
ولد أودونيل في 4 مارس 1987 لعائلة كبيرة في ديري، أيرلندا الشمالية. التحقت بمدرسة سانت آن الابتدائية، وكلية سانت سيسيليا، والكلية الإقليمية الشمالية الغربية.
بدأت التمثيل في سن مبكرة في المسرحيات المدرسية. بعد التخرج، قررت متابعة التمثيل باحتراف على الرغم من عدم قدرتها على تحمل تكاليف مدرسة الدراما. وبدلاً من ذلك، درست الفنون المسرحية في جامعة دي مونتفورت في بيدفوردشير. بدأت بتجربة الأداء وتقسيم وقتها بين إنجلترا والمنزل، وشاركت في الإنتاج المسرحي وعملت كراقصة للترقيات والتمثيل الإيمائي.

## حياتها الشخصية
تعيش أودونيل في ديري مع شريكها منسق موسيقى بول مكاي. وهي راعية لشركة مسرح الشباب 20 ستوريز هاي ومقرها ليفربول.